# Línea M2 (AUVASA)
La línea M2 de AUVASA une a primera hora de la mañana el barrio de San Pedro Regalado con el Hospital Clínico y el centro de Valladolid. Tiene servicio de lunes a viernes laborables.

## Frecuencias
| DÍA                | LUGAR DE SALIDA    | HORARIO DE SALIDA |
| ------------------ | ------------------ | ----------------- |
| Laborables         | SAN PEDRO REGALADO | 6:50              |
| Sábados y festivos | SIN SERVICIO       | -                 |

## Paradas
Nota: Al pinchar sobre los enlaces de las distintas paradas se muestra cuanto tiempo queda para que pase el autobús por esa parada.
| Hacia Fuente Dorada                 | Correspondencia con líneas:      |
| ----------------------------------- | -------------------------------- |
| Pza. Carmen Ferreiro                | 2                                |
| Avda. Santander centro comercial    | 2                                |
| Avda. Santander 49 Bº España        | 2                                |
| Avda. Santander Pob. Endasa         | 2                                |
| Avda. Palencia 41 Policía Municipal | 2                                |
| C/ Moradas 31 esq. Nebrija          | 1 C1                             |
| C/ Cerrada 1 esq. Santa Clara       | 17 C2                            |
| C/ Chancillería 5                   | 2                                |
| C/ Angustias 5 Teatro Calderón      | 1 2                              |
| Pza. Universidad esq. López Gómez   | 1 2                              |
| Pza. España Bola del Mundo          | M4 M5 M6 1 2 4 7 8               |
| Pza. Fuente Dorada                  | M1 M3 M4 M5 M6 M7 1 2 3 4 6 8 24 |